# Physalaemus crombiei
Physalaemus crombiei é uma espécie de anfíbio da família Leptodactylidae. É endémica do Brasil. Os seus habitats naturais são:florestas subtropicais ou tropicais úmidas de baixa altitude e marismas intermitentes de água doce.
É uma espécie de porte pequeno, e pode chegar a pouco mais de 20 mm de comprimento.
Está ameaçada por perda de habitat.